# Seven Mile Bridge

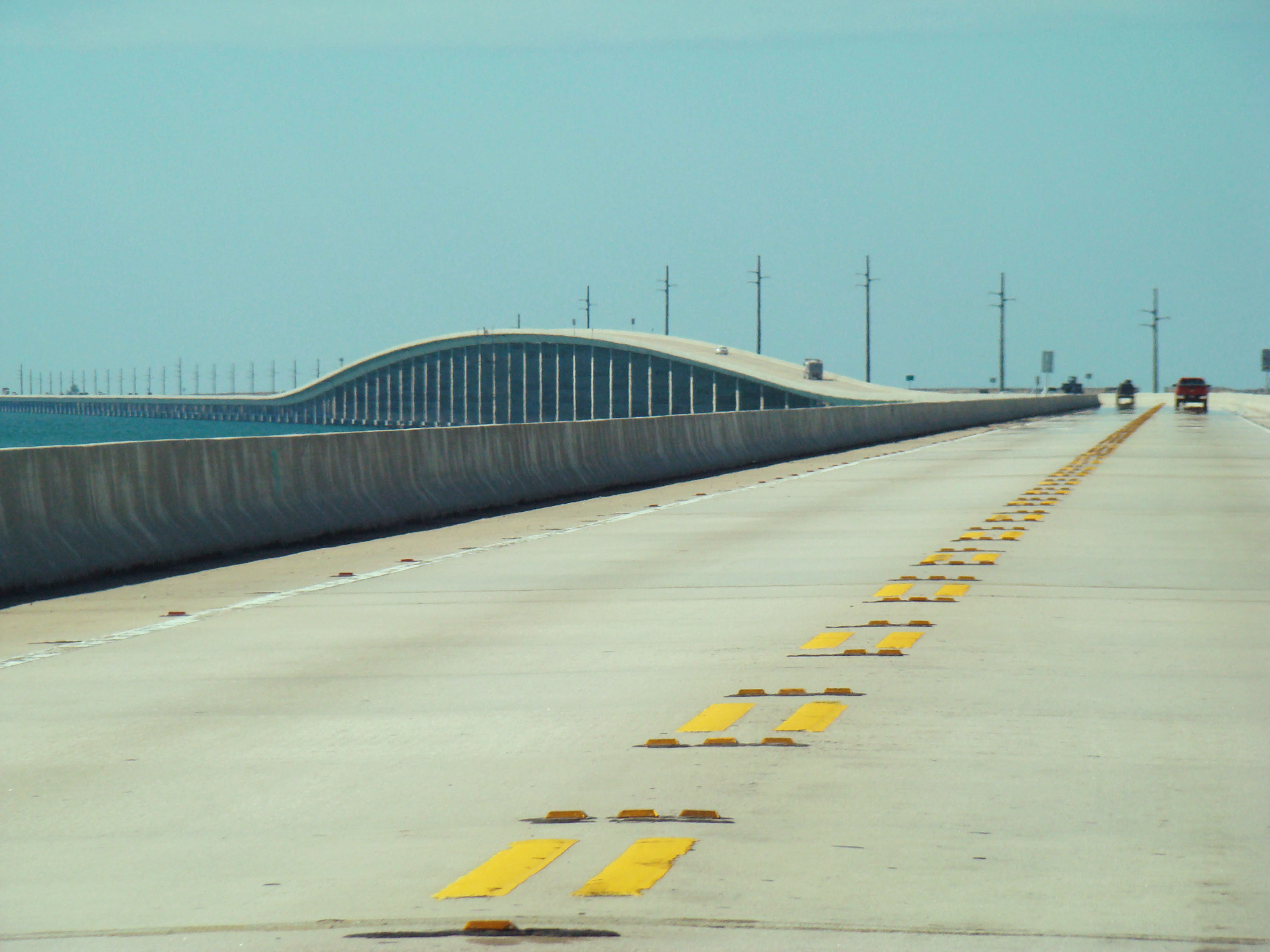
Die Seven Mile Bridge, aufgenommen während der Fahrt Richtung Key West (2007)

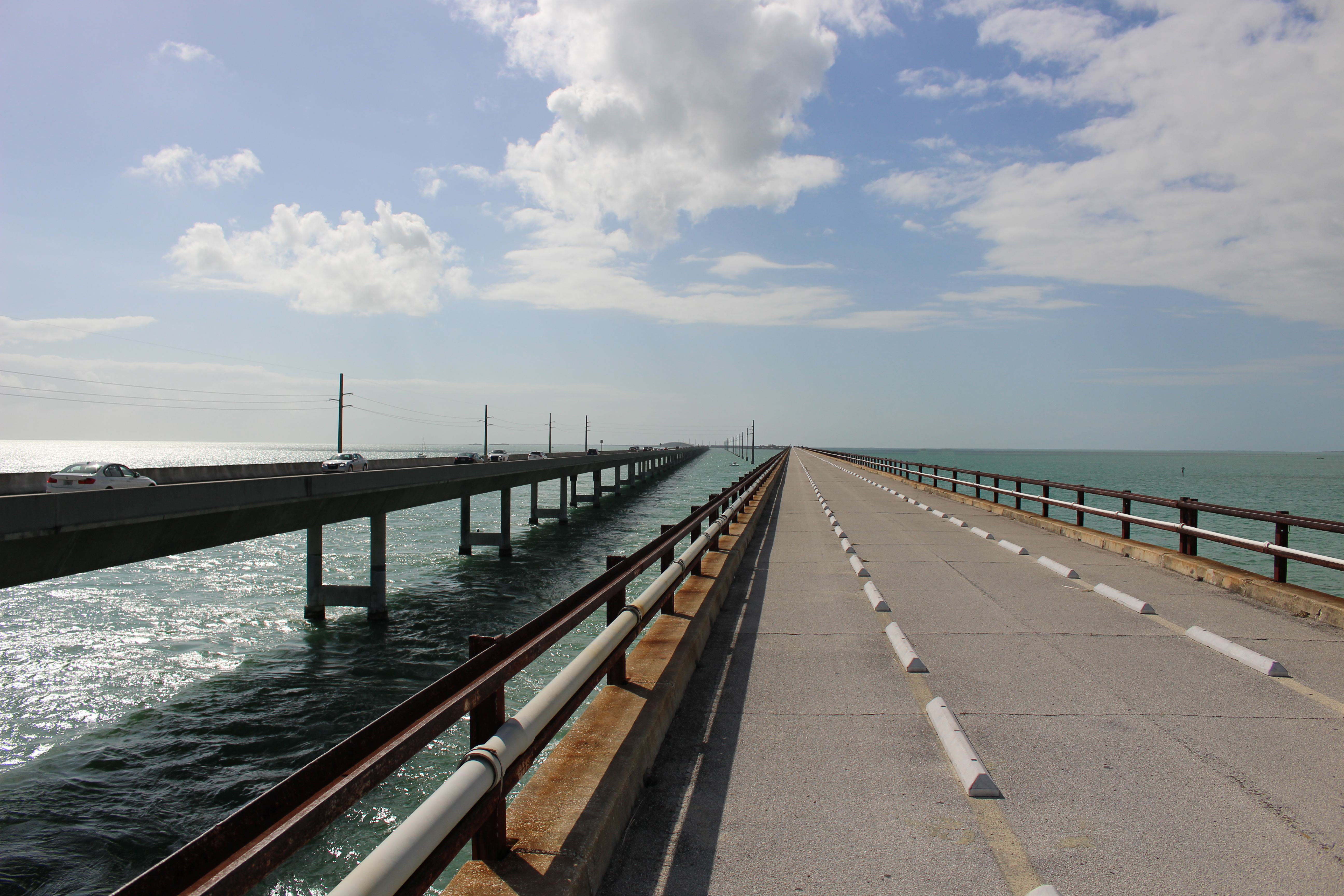
Ansicht der neuen Seven Mile Bridge neben der alten Brücke von 1912 (2016)

Die Seven Mile Bridge ist die längste Brücke des Overseas Highways, der die Inseln der Florida Keys miteinander verbindet. Sie ist 10.931 Meter (6,79 Meilen) lang und liegt zwischen den Inseln Vaca Key im Stadtgebiet von Marathon und Bahia Honda.

## Geschichte
Die vom Franzosen Jean Muller entworfene Brücke wurde 1982 eröffnet und ersetzte die Brücken Knight’s Key Bridge, Moser Channel Bridge, Pacet Channel Viaduct  und Pigeon Key Bridge, die alle 1912 eröffnet wurden.
Im Januar 2006 wurden kubanische Flüchtlinge – die sich auf einem aufgegebenen, nicht mit dem Land verbundenen Teilstück der Brücke befanden – unter der Begründung abgeschoben, dass die Brücke im Sinne der Wet feet, dry feet policy nicht zum Land, sondern zum Wasser zu zählen sei, die Flüchtlinge also die USA nicht erreicht hätten. Daraufhin besetzten als „Conch Republic Special Forces“ auftretende Anhänger der Mikronation das Bauwerk und setzten Flaggen, mit denen öffentlichkeitswirksam die Inbesitznahme der maroden Brücke zum Ausdruck gebracht wurde. Die US-Regierung revidierte danach ihre Aussage.

## Trivia
- Auf der Brücke findet jedes Jahr im April ein Marathonlauf statt.
- Die Brücke war Schauplatz in den Filmen James Bond 007 – Lizenz zum Töten (1989), True Lies – Wahre Lügen (1994), Aus nächster Nähe (1996), 2 Fast 2 Furious (2003) und Road House (2024)

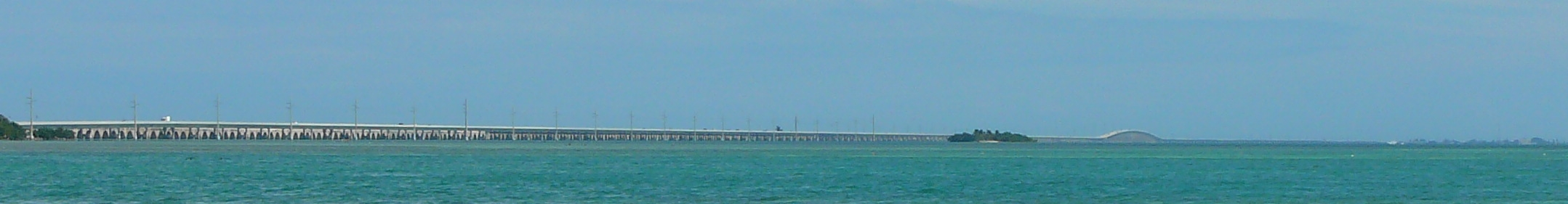
Die gesamte Seven Mile Bridge vom Ostufer der Ohio Key aus gesehen. Rechts ist der Moser Channel zu sehen, links die Insel Knight’s Key (2007)